# Alphonse Matejka
Alphonse Matejka (St. Gallen, 9 januari 1902 - La Chaux-de-Fonds, 27 oktober 1999) was een occidentalist van Tsjechische afkomst.

## Biografie
De Matejka's kwamen oorspronkelijk uit Wischkovitz (Bohemen). Zijn vader arriveerde vóór 1900 in Zwitserland, misschien vanwege het gebrek aan banen in Tsjechië. In 1915 kreeg hij het Zwitsers staatsburgerschap. Zijn zoon Alphonse werd op 9 januari 1902 in St. Gallen geboren. Hij bracht zijn laatste jaren als student door in de handelsafdeling van de kantonnale school waar hij een studentenvereniging oprichtte onder de naam  Industrie Sangallensis.
Door zijn talenkennis slaagde hij erin een baan te krijgen bij Reichenbach & Co. Dat bedrijf zou hem later overplaatsen naar haar dochteronderneming in Parijs. Daar ontmoette hij zijn vrouw, Jeanne Bellanger. Het stel trouwde in 1928.
In de jaren '30 verhuisde hij naar Zürich en vervolgens naar Amsterdam in 1936, en keerde terug naar Zwitserland om zich uiteindelijk te vestigen in La Chaux-de-Fonds. Hij kreeg een baan in de horloge-industrie.

## Taalkundige inspanningen
Alphonse Matejka sprak verschillende Romaans en Germaanse talen. Hij sprak ook Russisch, hij kon schrijven voor een Russisch tijdschrift en zelfs naar die taal vertalen voor de Russische Academie van Wetenschappen.
Hij raakte betrokken bij de Ido-beweging. Hij begon echter Occidental te steunen in 1937.
In 1942 publiceerde hij de eerste editie van het leerboek OCCIDENTAL die internationale Welthilfssprache. Het werd in 1945 gevolgd door Wörterbuch Occidental-Deutsch e Deutsch-Occidental. Dit boek is gebaseerd op het werk van Joseph Gär en Ric Berger. Nadat de taalnaam was veranderd in Interlingue, schreef en actualiseerde hij het boek Interlingue die natürliche Welthilfssprache, für Millionen geschaffen, von Millionen verstanden. Vollständiger Lehrgang in 20 Lektionen.
Hij was ook een aantal jaren de hoofdredacteur van Cosmoglotta.
- Gemeinsame Normdatei: 1082313777
- International Standard Name Identifier: 0000 0003 9784 8755
- Nederlandse Thesaurus van Auteursnamen: 075219441
- Virtual International Authority File: 179145542436696640123